# Pulgarn (Gemeinde Steyregg)
Pulgarn  ist ein Ort bei Linz im Mühlviertel in Oberösterreich wie auch Ortschaft und Katastralgemeinde der Gemeinde Steyregg im Bezirk Urfahr-Umgebung.

## Geographie
Das Dorf befindet sich 6 Kilometer östlich von Linz und 2½ Kilometer östlich von Steyregg. Es liegt auf etwa 250 m ü. A. Höhe am Nordostrand des Linzer Felds und 2 Kilometer nördlich der Donau. Hier erheben sich die Niederterrassen der Donautalung zu den Mühlviertler Randlagen. Direkt südlich von Pulgarn führen die Donau Straße (B3), die Pleschinger Straße (L569) und die Bahnstrecke Linz–Gaisbach-Wartberg (Summerauer Bahn) vorbei.
Die Ortschaft umfasst etwa 90 Gebäude mit um die 330 Einwohnern.
Zur Katastralgemeinde mit 61,5 Hektar gehört das ganze Gebiet von der ehemaligen Bundesstraße im Süden, bis kurz vor Steyregg im Westen und auch die Gegend nördlich davon, und den Hohenstein (526 m ü. A.) im Nordosten. Im Katastralgebiet liegen auch die Ortschaften Hasenberg und Götzelsdorf.
Nachbarorte, -ortschaften und -katastralgemeinden
| Hasenberg (O)        | Lachstadt (KG) Götzelsdorf (O)              | Holzwiesen (O u. KG, Gem. Engerwitzdorf)                                                 |
| Steyregg (O u. KG) ∗ | Kompassrose, die auf Nachbargemeinden zeigt | Pürach (O u. KG, Gem. Luftenberg a. d. D.) Kutzenbergsiedlung (Gem. Luftenberg a. d. D.) |
|                      | Donau Posch (Stt., Std. Linz)               | Luftenberg (O, KG, Gem. Luftenberg a. d. D.)                                             |

∗ KG Steyregg erstreckt sich bis in den Süden von Pulgarn. Die KG Posch donaugegenüber grenzt nicht an.

## Geschichte

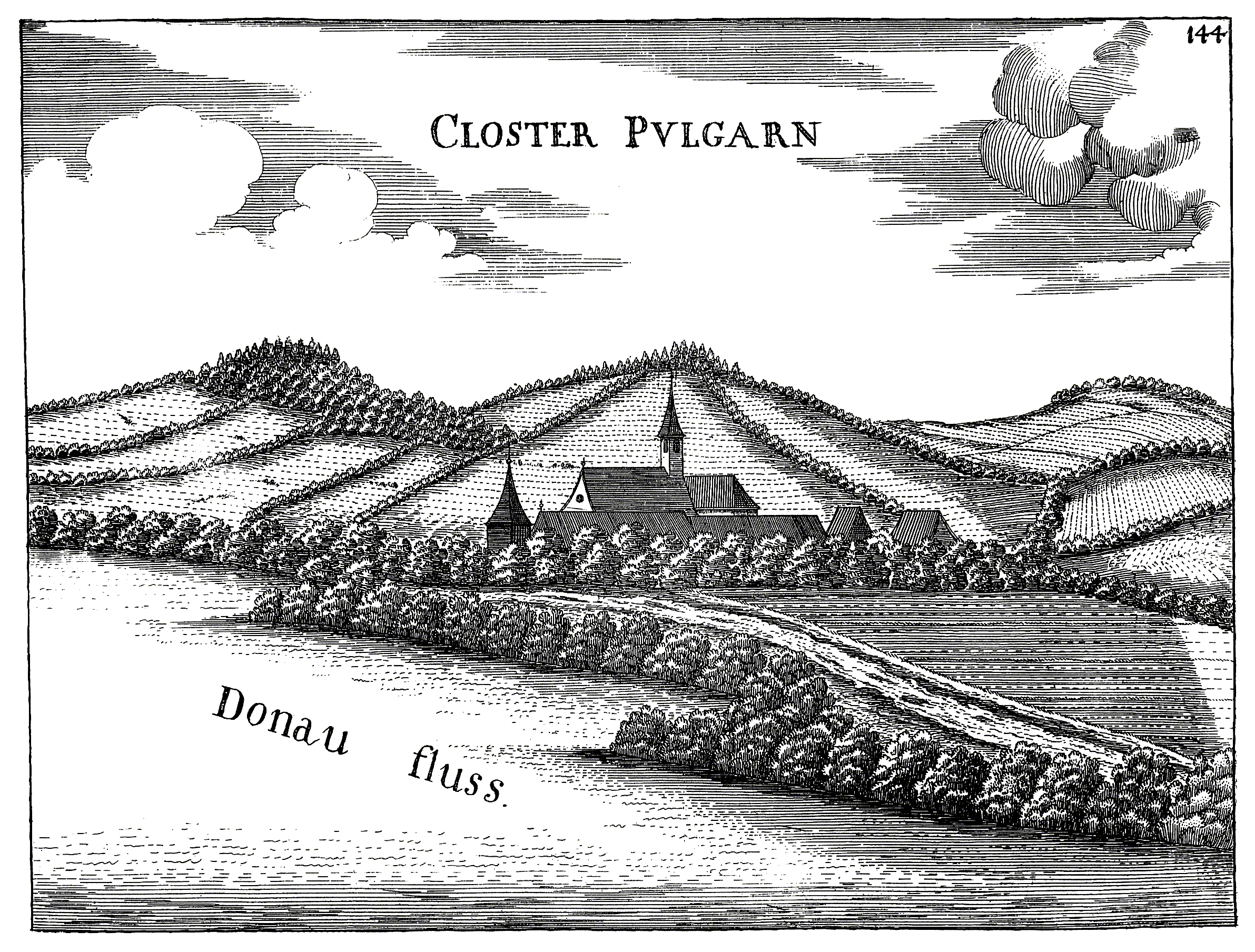
Kupferstich aus der Topographia Austriae superioris modernae (Georg Matthäus Vischer, 1674)

Der Ort Pulgarn wurde erstmals im Jahre 1111 als Pulgarin in einer durch Bischof Ulrich von Passau zu Lorch begebenen Urkunde erwähnt.
Der Ortsname Pulgarn, so wie auch der Mönchsname Pulgar in den Klöstern Mattsee und St. Peter, wird mit den 9000 Bulgaren in Zusammenhang gebracht, die laut Fredegar-Chronik im Jahre 631/632 nach einem missglückten Aufstand gegen die Awaren nach Bayern und Franken flüchteten. Ein Großteil von ihnen wurde auf Befehl des Frankenkönigs Dagobert I. (623–639) von den Bayern getötet. Einige Bulgaren dürften jedoch auf bayerischem Territorium geblieben sein.
Der Ort lag von Beginn an verkehrsgünstig an der Straße des Donau-Nordufers.
Um 1300 gründete Hans von Kapellen hier ein Hospital, in dem sich 1313 die Brüder vom Orden des Heiligen Geistes ansiedelten, das Kloster Pulgarn. Pulgarn wurde 1424 und 1428 bei räuberischen Einfällen böhmischer Hussiten verwüstet, 1485 flohen dann die Ordensleute vor Böhmen und verbündeten Ungarn und König Corvinus. Im Zuge der Reformation löste Kaiser Maximilian II. das Kloster auf und erklärte Pulgarn zum Kammergut, also landesherrschaftlichen Besitz. 1609/12, im Zuge der Gegenreformation, wurden Jesuiten angesiedelt. Im folgenden Bauernkrieg plünderten 1626 Scharen unter Christoph Zeller das Kloster. 1773 wurden unter Maria Theresia die Jesuiten des Landes verwiesen, Pulgarn kam an den Religionsfonds, und wurde 1836 vom Stift St. Florian gekauft. Zuletzt diente es in der NS-Zeit als Zufluchtsort der St.-Florianer Chorherren.
Am 17. Mai 1914 wurde die Eisenbahn-Verbindungsstrecke Linz–Gaisbach–Wartberg eröffnet, die südlich von Pulgarn vorbei führt.

## Infrastruktur
Pulgarn hat eine Haltestelle der Summerauer Bahn. Es verkehren Regionalzüge der ÖBB im Stundentakt, die am Morgen und am Abend bis zu einem Halbstundentakt verdichtet fahren.

## Sehenswürdigkeiten
- Kloster Pulgarn